# Просвирнин, Михаил Андреевич
Михаил Андреевич Просвирнин (1912—1973) — советский военный. Участник Великой Отечественной войны. Герой Советского Союза (1944). Гвардии младший лейтенант.

## Биография
Михаил Андреевич Просвирнин родился 26 июля 1912 года в селе Сокольи Горы Мамадышского уезда Казанской губернии Российской империи (ныне село Соколка Мамадышского района Республики Татарстан Российской Федерации) в крестьянской семье. Русский. Окончил начальную школу в 1924 году. Сначала крестьянствовал, затем, в январе 1931 года, устроился десятником в контору «Татлесосплав» в Казани. С апреля 1939 года и до призыва на военную службу работал помощником лесомастера по заготовке экспорта в Сокольском лесопункте Мамадышского района.
В ряды Рабоче-крестьянской Красной Армии М. А. Просвирнин был призван Мамадышским районным военкоматом Татарской АССР по частичной мобилизации 4 апреля 1941 года. Службу нёс в Львовской области рядовым сапёром в 219-м отдельном сапёрном батальоне. В боях с немецко-фашистскими захватчиками Михаил Андреевич с июня 1941 года. В первые месяцы войну сражался на Юго-Западном фронте и Южном фронтах. С октября 1941 года участвовал в строительстве оборонительных рубежей под Сталинградом в составе 51-го отдельного сапёрного батальона 7-й сапёрной армии. В мае 1942 года направлен в формировавшуюся в Приволжском военном округе 36-ю механизированную бригаду на должность командира отделения 51-й отдельной сапёрной роты. С октября 1942 года — на Сталинградском фронте. Участвовал в Сталинградской битве. В декабре 1942 года механизированная бригада, в составе которой воевал командир отделения инженерно-минной роты сержант М. А. Просвирнин, стала 7-й гвардейской. С зимы 1943 года бригада в составе 3-го гвардейского механизированного корпуса действовала на Южном фронте. Михаил Андреевич принимал участие в Ростовской наступательной операции и боях на линии немецкой обороны Миус-фронт.
В мае 1943 года 3-й гвардейский механизированный корпус был передислоцирован в Степной военный округ и 1 августа 1943 года в составе 47-й армии был передан Воронежскому фронту. Участвовал в Белгородско-Харьковской и Сумско-Прилукской операциях. В ходе наступления командир сапёрной роты гвардии сержант М. А. Просвирнин со своим отделением находился в боевых порядках пехоты и производил разграждение немецких инженерных заграждений, проделывал проходы в минных полях, ликвидировал оставленные отступающим противником ловушки, участвовал в освобождении городов Ромодан, Хорол и Золотоноша. Особо отличился при форсировании Днепра и в боях за плацдарм на правом берегу реки.
21 сентября 1943 года 47-я армия передовыми частями вышла к Днепру в районе Букринской излучины. В подразделениях ощущалась острая нехватка переправочных средств, и гвардии сержант М. А. Просвирнин, имевший огромный опыт по формированию плотов, быстро наладил их изготовление. 28 сентября 1943 года по заданию командования с первыми подразделениями 7-й гвардейской механизированной бригады под артиллерийским огнём противника он со своим отделением форсировал Днепр у села Селище Каневского района Киевской области. Под яростным огнём противника сапёры Просвирнина произвели минирование танкоопасных направлений. Когда на одном из участков боя противник перешёл в контратаку крупными силами пехоты при поддержке 25 танков, Михаил Андреевич со своими бойцами выдвинулся им навстречу и установил противотанковые мины, на которых подорвались не менее 5 вражеских машин. Совместными усилиями сапёров и бронебойщиков бригады вражеская контратака была отбита. В последующих боях за расширение плацдарма гвардии сержант М. А. Просвирнин действовал не менее отважно. Под непрекращающимся обстрелом врага он со своими бойцами произвёл снятие немецких мин в районе села Селище, обеспечив продвижение вперёд танков и мотопехоты своей бригады. В бою у села Бобрица отделение Просвирина вновь получила задачу по минированию танкоопасного направления. Минирование необходимо было произвести в непосредственной близости от немецких траншей. Противник закидывал сапёров гранатами, но несмотря на смертельную опасность, Михаил Андреевич и его бойцы выполнили боевое задание, закрыв проходы для вражеских танков. За отвагу и геройство, проявленные в боях на Букринском плацдарме, 28 октября 1943 года командир 7-й гвардейской механизированной бригады гвардии подполковник А. М. Пахомов представил гвардии сержанта Просвирнина Михаила Андреевича к званию Героя Советского Союза. Указ Президиума Верховного Совета СССР был подписан 3 июня 1944 года.
В конце октября 1943 года 3-й гвардейский механизированный корпус был выведен в резерв Ставки Верховного Главнокомандования, где оставался до лета 1944 года. Михаил Андреевич в этот период был переведён на службу тыла. В январе 1945 года его отозвали с фронта и направили на учёбу в эвакуированное в Омск Ярославское интендантское училище, ускоренный курс которого он окончил в январе 1946 года. С февраля служил в должности начальника обозно-вещевого снабжения 11-го пушечного артиллерийского полка 73-й стрелковой дивизии (город Краснодар). С июля 1946 года младший лейтенант интендантской службы М. А. Просвирнин в запасе.
Вернувшись в родное село, с декабря 1946 года Михаил Андреевич был председателем Сокольского сельсовета (до января 1948 года). С июня 1948 года занимал при Сокольском сельсовете должность начальника военно-учётного стола, а в марте 1949 года перешёл на должность агента Сокольского участка Мамадышского районного управления Министерства заготовок СССР.
В первой половине 1950-х годов М. А. Просвирнин часто переезжал с места на место, сменив несколько должностей и профессий: с октября 1950 года он трудился командиром взвода охраны на Казанском авиационном заводе № 22 имени С. П. Горбунова, с марта 1952 года — мастером Нюбского леспромхоза в Сольвычегодском районе Архангельской области, с апреля 1954 года — кладовщиком на шамотном заводе в Семилукском районе Воронежской области, с апреля 1955 года — станочником по деревянным изделиям Семилукского огнеупорного завода. С мая 1956 года Михаил Андреевич работал рядовым колхозником в колхозе имени В. И. Ленина (Советский район Саратовской области), а в июле 1957 года вернулся в Соколки, где до конца жизни трудился на Сокольском сплавном рейде Нижне-Вятской сплавной конторы лесозаготовительного треста «Вятполянлес» агентом, рабочим (с июля 1958 года) и шкипером баржи (с апреля 1960 года). 5 сентября 1973 года Михаил Андреевич скончался. Похоронен на новом кладбище села Соколка Мамадышского района Республики Татарстан.

## Награды
- Медаль «Золотая Звезда» (03.06.1944);
- орден Ленина (03.06.1944);
- медали, в том числе:
  - медаль «За отвагу» (31.10.1943);
  - медаль «За оборону Сталинграда» (22.12.1942).

## Память
- Бюсты Героя Советского Союза М. А. Просвирнина установлены на площади Героев в городе Мамадыш и в селе Соколка Мамадышского района Республики Татарстан.
- Именем М. А. Просвирнина названа улица в селе Соколка.

## Документы
- Общедоступный электронный банк документов «Подвиг Народа в Великой Отечественной войне 1941—1945 гг.» Дата обращения: 28 апреля 2013. Архивировано из оригинала 13 марта 2012 года.

Представление к званию Героя Советского Союза и указ ПВС СССР о присвоении звания. Дата обращения: 28 апреля 2013. Архивировано 1 мая 2013 года.
Медаль «За отвагу» (наградной лист и приказ о награждении). Дата обращения: 28 апреля 2013. Архивировано 1 мая 2013 года.